# Sophronica maculosa
Sophronica maculosa är en skalbaggsart som beskrevs av Maurice Pic 1944. Sophronica maculosa ingår i släktet Sophronica och familjen långhorningar. Inga underarter finns listade i Catalogue of Life.